# Khối núi Annapurna
Khối núi Annapurna (tiếng Sanskrit, Nepal, Newar: अन्नपूर्णा) Annapurna (Phạn ngữ, Nepal, Newar: अन्नपूर्णा) là một khối núi ở dãy Himalaya ở miền trung bắc Nepal, bao gồm một đỉnh cao hơn 8.000 mét (26.000 ft), mười ba đỉnh trên 7.000 mét và hơn 16 đỉnh trên 6.000 mét (20.000 ft). Cụm núi này dài 55 km (34 dặm), và bị chặn bởi Hẻm Núi Gandaki Kali ở phía tây, sông Marshyangdi ở phía bắc và phía đông và Thung lũng Pokhara về phía nam. Ở cuối phía tây, khối núi chứa một lưu vực cao gọi là Khu bảo tồn Annapurna. Annapurna I Main là ngọn núi cao thứ mười trên thế giới ở độ cao trên mực nước biển 8.091 m (26.545 ft).
Toàn bộ quần đảo và khu vực xung quanh được bảo vệ trong Khu Bảo tồn Annapurna 7.62 km2 (2.946 sq²), khu bảo tồn đầu tiên và lớn nhất ở Nepal. Khu Bảo tồn Annapurna là nơi có nhiều chuyến đi bộ tầm cỡ thế giới, bao gồm cả Đường vòng quanh Annapurna.
Theo lịch sử, những đỉnh núi Annapurna nằm trong những ngọn núi nguy hiểm nhất trên thế giới để leo lên, mặc dù trong lịch sử gần đây nhất, chỉ sử dụng số liệu từ năm 1990 và sau đó, Kangchenjunga có tỷ lệ tử vong cao hơn. Vào tháng 3 năm 2012, đã có 191 cuộc đi lên đỉnh Annapurna I Main và 61 người thiệt mạng trên núi. [[Tỉ lệ tử vong so với đỉnh (32%) là mức cao nhất của bất kỳ ngọn núi cao trên tám ngàn mét. Đặc biệt, việc đi lên ở mặt phía nam được coi là một trong chuyến leo khó khăn nhất của mọi chuyến leo núi. Vào tháng 10 năm 2014, ít nhất 43 người đã thiệt mạng do bão tuyết và tuyết lở ở và xung quanh Annapurna, một thảm họa leo núi tồi tệ nhất của Nepal.
Annapurna là một tên tiếng Phạn (giống cái) Có nghĩa đen là "(Cô ấy) no ứ với thức ăn", nhưng thường được dịch là Nữ thần Thu hoạch. Theo Devdutt Pattanaik, Annapoorna devi là "... nữ thần bếp phổ biến và vượt thời gian... người mẹ nuôi ăn. Nếu không có bà ấy có sự đói khát, một nỗi sợ hãi phổ quát: Điều này khiến Annapurna trở thành nữ thần phổ quát... Đền thờ nổi tiếng nhất của cô ấy nằm ở Varanasi, bên bờ sông Ganges. " Sự kết hợp của bà với việc cho ăn (sự giàu có) theo thời gian bà trở thành Lakshmi, nữ thần của sự giàu có.

## Địa lý
Khối núi Annapurna bao gồm 6 đỉnh nổi bật về địa hình có cao độ trên 7.200 m (23.620 ft):
| Annapurna I (chính) | 8,091 m | (26,545 ft) hạng 10; Prominence=2,984 m     | 28°35′42″B 83°49′08″Đ / 28,595°B 83,819°Đ |
| Annapurna II        | 7,937 m | (26,040 ft) Ranked 16th; Prominence=2,437 m | 28°32′20″B 84°08′13″Đ / 28,539°B 84,137°Đ |
| Annapurna III       | 7,555 m | (24,786 ft) hạng 42; Prominence=703 m       | 28°35′06″B 84°00′00″Đ / 28,585°B 84°Đ     |
| Annapurna IV        | 7,525 m | (24,688 ft)                                 | 28°32′20″B 84°05′13″Đ / 28,539°B 84,087°Đ |
| Gangapurna          | 7,455 m | (24,457 ft) hạng 59; Prominence=563 m       | 28°36′22″B 83°57′54″Đ / 28,606°B 83,965°Đ |
| Annapurna South     | 7,219 m | (23,684 ft) hạng 101; Prominence=775 m      | 28°31′05″B 83°48′22″Đ / 28,518°B 83,806°Đ |

Những đỉnh ít nổi bật về địa hình hơn ở Annapurna Himal bao gồm:
- Annapurna I Central 8.051 m (26.414 ft)
- Annapurna I East 8.010 m (26.280 ft)
- Annapurna Fang 7.647 m (25.089 ft)
- Lachenal Peak 7.140 m (23.425 ft)
- Nilgiri Himal North 7.061 m (23.166 ft), trung tâm 6.940 m (22.769 ft) và phía nam 6.839 m (22.438 ft)
- Machhapuchchhre 6.993 m (22.943 ft)
- Hiunchuli 6.441 m (21.132 ft)

## Sách đọc thêm
- Blum, Arlene (1980). Annapurna: A Woman's Place. San Francisco, CA: Sierra Club Books. ISBN 0-87156-236-7.
- Herzog, Maurice (1951). Annapurna: First Conquest of an 8000-meter Peak. Nea Morin; Janet Adam Smith biên dịch. New York: E.P Dutton & Co.
- Pattanaik, Devdutt (2009). 7 Secrets from Hindu Calendar Art. Westland. ISBN 978-81-89975-67-8.